# Robert Maufras
Pour les articles homonymes, voir Maufras.
Robert Maufras (état-civil inconnu) est un acteur belge, actif des années 1930 aux années 1960.

## Biographie
Malgré un parcours artistique qui s'étend sur près de trente ans, on ne connaît pratiquement rien de cet acteur belge qui fit l'essentiel de sa carrière au théâtre et au cinéma en France.
On perd définitivement sa trace après un dernier rôle dans un téléfilm de Jean Kerchbron diffusé en juin 1966.

## Filmographie
- 1936 : Le Mort d'Émile-Georges De Meyst : Kas Piers
- 1936 : Ça viendra / Ma Tante et ses millions d'Émile-Georges De Meyst
- 1937 : C'est lui que je veux / Mosterpot père et fils d'André Royet : Simon Mosterpot
- 1947 : Le Pèlerin de l'enfer de Henri Schneider : Kahili
- 1953 : Minuit quai de Bercy de Christian Stengel
- 1955 : Casse-cou, mademoiselle de Christian Stengel
- 1966 : L'Échantillon, téléfilm de Jean Kerchbron : l'officier

## Théâtre
- 1938 : Rien qu'un baiser, opérette en 4 actes de Georges Delance, musique de Michel Eiseman, au Théâtre-Français de Rouen (octobre)[2]
- 1938 : Ignace, opérette en 3 actes et 4 tableaux de Jean Manse, musique de Roger Dumas, au Théâtre-Français de Rouen (novembre)[3]
- 1938 : Flossie, opérette en 3 actes de Marcel Gerbidon, musique de Joseph Szulc, au Théâtre-Français de Rouen (19 novembre)[4]
- 1950 : Bled, pièce en 3 actes de Jean d'Esme, mise en scène d'Irénée Mauget, d'après le roman de Jean d'Esme Les chevaliers sans éperons, à la Salle d'Iéna à Paris (4-5 juillet) : le lieutenant Jacques Debat[5],[6]
- 1950 : Baroud, pièce en 3 actes de Stéphane Desombre, mise en scène de José Jolet, à la Salle d'Iéna à Paris (6-7 juillet)[7].

## Discographie
- 1957 : Barbe-Bleue, conte de Charles Perrault enregistré par le label Disques Barclay : un des récitants.
- 1957 :  Le Petit tailleur, d'après un conte des frères Grimm enregistré par le label Disques Barclay : un des récitants.